# Yilingia
Yilingia е род животни от късния едиакарий, наподобяващи червеи. Намерени са 35 фосила и е описан само един вид – Yilingia spiciformis. Името Yilingia произлиза от местоположението на първото откритие на рода, което се намира близо до града Илин в китайската провинция Хубей, а spiciformis идва от заострената форма на животното. Yilingia spiciformis е подвижен организъм, като оставя следи достигащи 58.42 см.
Някои учени го класифицират или като представител на клона Panarthropoda, или като представител на прешленистите червеи.

## Телесни характеристики
Yilingia spiciformis е двустранно симетрично животно, способно да се придвижва. То притежава по около 50 сегмента и достига около 10 см. на дължина и около 2.54 см. на широчина, въпреки че най-големият известен представител достига около 27 сантиметра. Тялото е плоско и сравнитело меко. Притежава малки крака. Yilingia spiciformis също така вероятно притежава и централна нервна система.